# Lake Ewlyamartup
Lake Ewlyamartup är en sjö i Australien. Den ligger i delstaten Western Australia, omkring 260 kilometer sydost om delstatshuvudstaden Perth. Lake Ewlyamartup ligger 271 meter över havet. Arean är 0,84 kvadratkilometer. Den sträcker sig 1,2 kilometer i nord-sydlig riktning, och 1,1 kilometer i öst-västlig riktning.
Trakten runt Lake Ewlyamartup består till största delen av jordbruksmark. Runt Lake Ewlyamartup är det mycket glesbefolkat, med 2 invånare per kvadratkilometer. Genomsnittlig årsnederbörd är 541 millimeter. Den regnigaste månaden är september, med i genomsnitt 97 mm nederbörd, och den torraste är februari, med 6 mm nederbörd.